# Pedrafita do Casal
La Pedrafita do Casal est un grand mégalithe situé dans la commune de Melide, dans la province de La Corogne, en Galice.

## Description
Il a été retrouvé en 2012 lors du réaménagement d'une clôture. Il est actuellement situé sur la même parcelle où il a été trouvé. Il date entre 3500 et 1800 av. J.-C..Ce menhir de gneiss oeillé atteint une hauteur estimée à environ 5 m, dont 3,30 m sont visibles.
Il a été déclaré Bien d'intérêt culturel en 2015.

### Liens connexes
- Liste des sites mégalithiques en Galice